# Linea di successione al trono delle Isole Hawaii

Lo stemma della monarchia hawaiana.

La linea di successione al trono delle Isole Hawaii segue il criterio della preferenza del figlio maschio, ossia permette l'ascesa al trono delle femmine solamente se non ci sono eredi maschi.
Il Regno delle Hawaii venne soppresso e sostituito con una repubblica nel 1893, quando la regina Liliʻuokalani venne deposta da un gruppo di uomini d'affari americani. Due anni dopo, Liliʻuokalani fu costretta anche a rinunciare alle sue pretese al trono.
Prima del regno di Kalākaua non vi era mai stata una vera e propria linea di successione nelle Hawaii, salvo quando il re Kamehameha III scelse quindici bambini, e, con il consenso della camera dei nobili, li dichiarò ammissibili al trono. Tuttavia i discendenti di quei bambini vengono oggi considerati come parenti del sovrano, ma non suoi eredi.

## Linea di successione Kawānanakoa
Il primo pretendente al trono, David Edward Kalākaua Kawānanakoa, morì senza figli il 20 maggio 1953 e la casa reale si divise in due, con due sorelle che rivendicavano ognuna il trono. La casa è divisa ancora oggi.

### Linea di Kapiʻolani Kawānanakoa
Attuale pretendente: Quentin Kūhiō Kawānanakoa, principe delle Hawaii, nato nel 1961.
1. Sua altezza reale il principe Kincaid Kawānanakoa, nato nel 1996.
2. Sua altezza reale il principe Riley Kawānanakoa, nato nel 1999.
3. Sua altezza reale il principe Andrew Piʻikoi Kawānanakoa, nato nel 1964.
4. Sua altezza reale il principe Andrew Kaʻeokulani Kawānanakoa, nato nel 1989.
5. Sua altezza reale il principe Jonah Kealiʻiokulani Kawānanakoa, nato nel 1991.
6. Sua altezza reale la principessa ? Kawānanakoa, nata nel ?.
7. Sua altezza reale la principessa ? Kawānanakoa, nata nel ?.
8. Sua altezza reale la principessa ? Kawānanakoa, nata nel ?.
9. Sua altezza reale la principessa Regina Wahiʻikaʻahuʻula Kawānanakoa, nata nel 1947.
10. Sua altezza reale la principessa Esther Kapiʻolani Kawānanakoa, nata nel 1928.
11. Nobile Duccio Kaumualiʻi Marignoli, nato nel 1962.
12. Nobile Esmeralda Kapiʻolani Marignoli, nata nel 1954
13. Sua altezza reale la principessa Abigail Kinoiki Kekaulike Kawānanakoa, nata nel 1926.

### Linea di Liliʻuokalani Kawānanakoa
Attuale pretendente: Abigail Kinoiki Kekaulike Kawānanakoa, principessa delle Hawaii, nata nel 1926.
1. Sua altezza reale il principe David Kalākaua Kawānanakoa.
2. Sua altezza reale il principe Quentin Kūhiō Kawānanakoa, nato nel 1961.
3. Sua altezza reale il principe Kincaid Kawānanakoa, nato nel 1996.
4. Sua altezza reale il principe Riley Kawānanakoa, nato nel 1999.
5. Sua altezza reale il principe Andrew Piʻikoi Kawānanakoa, nato nel 1964.
6. Sua altezza reale il principe Andrew Kaʻeokulani Kawānanakoa, nato nel 1989.
7. Sua altezza reale il principe Jonah Kealiʻiokulani Kawānanakoa, nato nel 1991.
8. Sua altezza reale la principessa ? Kawānanakoa, nata nel ?.
9. Sua altezza reale la principessa ? Kawānanakoa, nata nel ?.
10. Sua altezza reale la principessa ? Kawānanakoa, nata nel ?.
11. Sua altezza reale la principessa Regina Wahiʻikaʻahuʻula Kawānanakoa, nata nel 1947.
12. Sua altezza reale la principessa Esther Kapiʻolani Kawānanakoa, nata nel 1928.
13. Nobile Duccio Kaumualiʻi Marignoli dei Marchese di Montecorona, nato nel 1962.[1]
14. Nobile Esmeralda Kapiʻolani Marignoli dei Marchese di Montecorona, nata nel 1954.

## Linea di successione Laʻanui
Nel 1844 Kamehameha III, in accordo con l'assemblea nazionale, dichiarò la principessa Elisabetta Kekaʻaniau Laʻanui ammissibile al trono delle Hawaii. Anche i suoi discendenti ora rivendicano il trono.
Attuale pretendente: Noa Kalokuokamaile De Guire, principe delle Hawaii, nato nel 1981.
1. Sua altezza reale la principessa Kapumahana Kaʻahumanu Walters, nata nel 1979.
2. Sua altezza reale la principessa Owana Salazar, nata nel 1953.
3. Sua altezza reale il principe Henry Keaweikekahialiʻiokamoku Salazar.
4. Sua altezza reale il principe Paul Kalokuokamaile Salazar.
5. Sua altezza reale il principe Michael Kauhiokalani Salazar.
6. Sua altezza reale il principe Stephen Laʻanui Salazar.